# Berijpte viltroos
De berijpte viltroos (Rosa sherardii, synoniem: Rosa omissa) is een struik die behoort tot de rozenfamilie (Rosaceae). De soort komt van nature voor in Europa. De berijpte viltroos staat op de Nederlandse Rode lijst van planten als zeer zeldzaam en stabiel of toegenomen. Het aantal chromosomen is 2n = 28, 35 of 42.
De gedrongen struik wordt 80 - 200 cm hoog en heeft korte ondergrondse uitlopers. Op de jonge takken zit een blauwachtige waslaag. Op de kale takken zitten krachtige, licht gebogen tot sikkelvormige, zelden rechte stekels met verbrede basis. De blauwgroene bladeren zijn vijf- tot zeventallig geveerd met eivormige tot langwerpige, 2,5-3,5 cm lange en 1,5-2 cm brede, meervoudig gezaagde deelblaadjes, die aan beide zijden dicht viltig behaard zijn en op de achterzijde ook nog bezet zijn met zittende klieren. Op de bladtanden zitten vaak rode klieren. Aan de toegespitste steunblaadjes zitten oortjes. De bladsteel en bladspil zijn viltig behaard en bezet met klierharen. Bij wrijving van de blaadjes komt een zwakke hars- of terpentijngeur vrij.
De berijpte viltroos bloeit in juni en juli met dieprode tot purperrode of rozerode, 2,5-4,0 cm grote bloemen, die in een meertakkig bijscherm zitten. De kroonbladen hebben aan de rand geen klieren. Dit in tegenstelling tot de viltroos. De met klieren bezette bloemsteel is 0,5-1,5 cm lang. De schuin omhoog tot rechtopstaande met klieren bezette kelkbladen vallen na de bloei niet af. De vrije stijl is viltig behaard. De stempel is witwollig behaard. 
De rode, eironde, 1,5-2 cm lange en 1-1,5 cm brede, met klieren bezette rozenbottel is een bloembodem met daarin de nootjesachtige vruchten. De 1–1,5 cm lange steel van de rozenbottel is bezet met klieren. Het stijlkanaal is 1,2-2,5 mm groot.
De berijpte viltroos komt voor op droge tot matig vochtige grond in heggen, struwelen, langs bosranden en soms in  bossen met weinig schaduw.

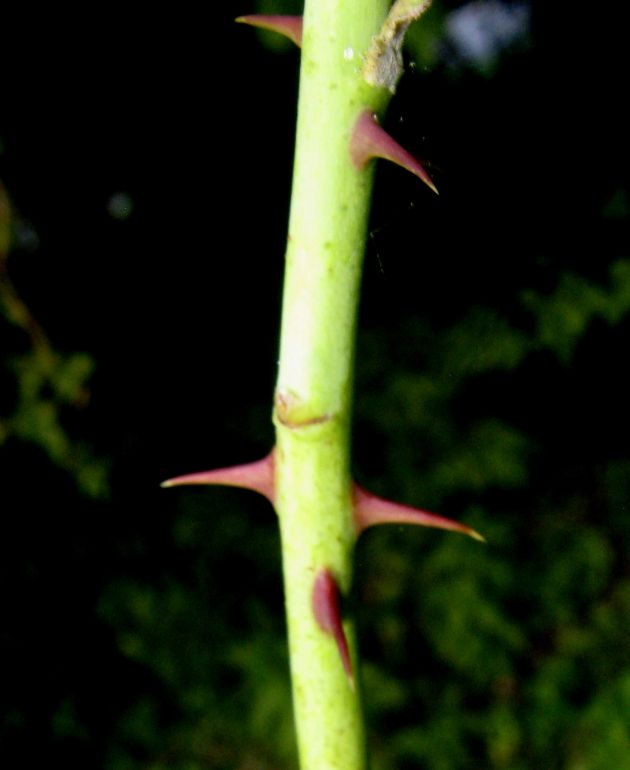
Stekels
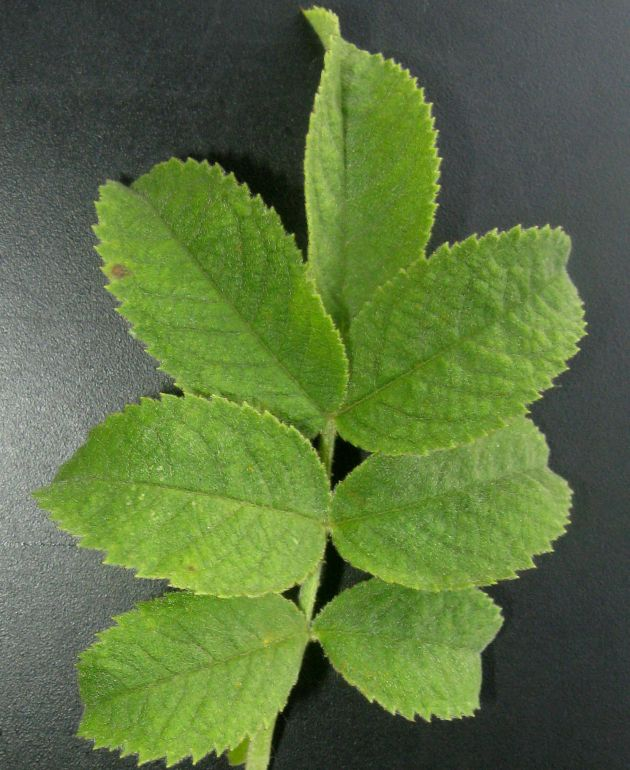
Blad
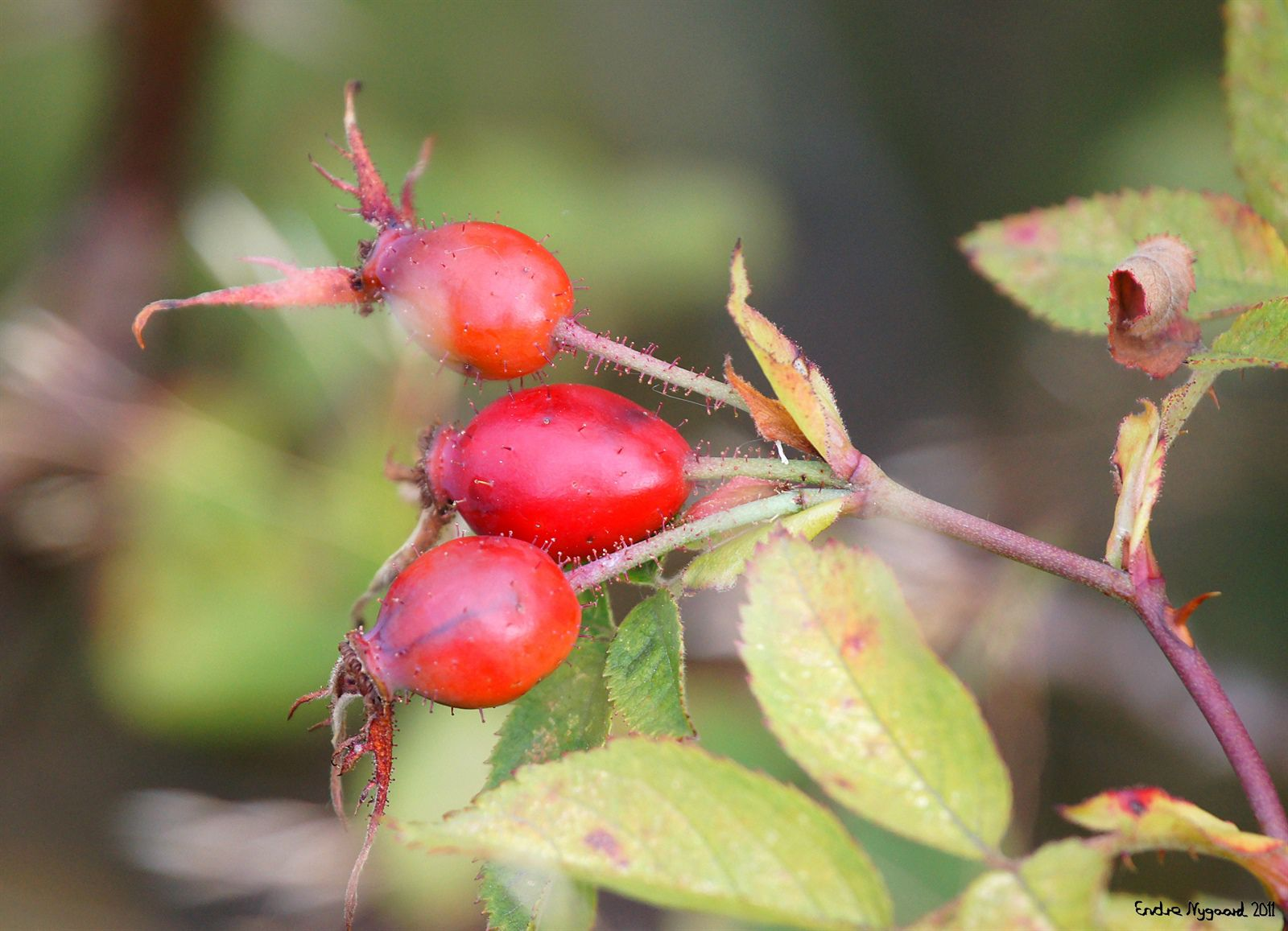
Rozenbottels
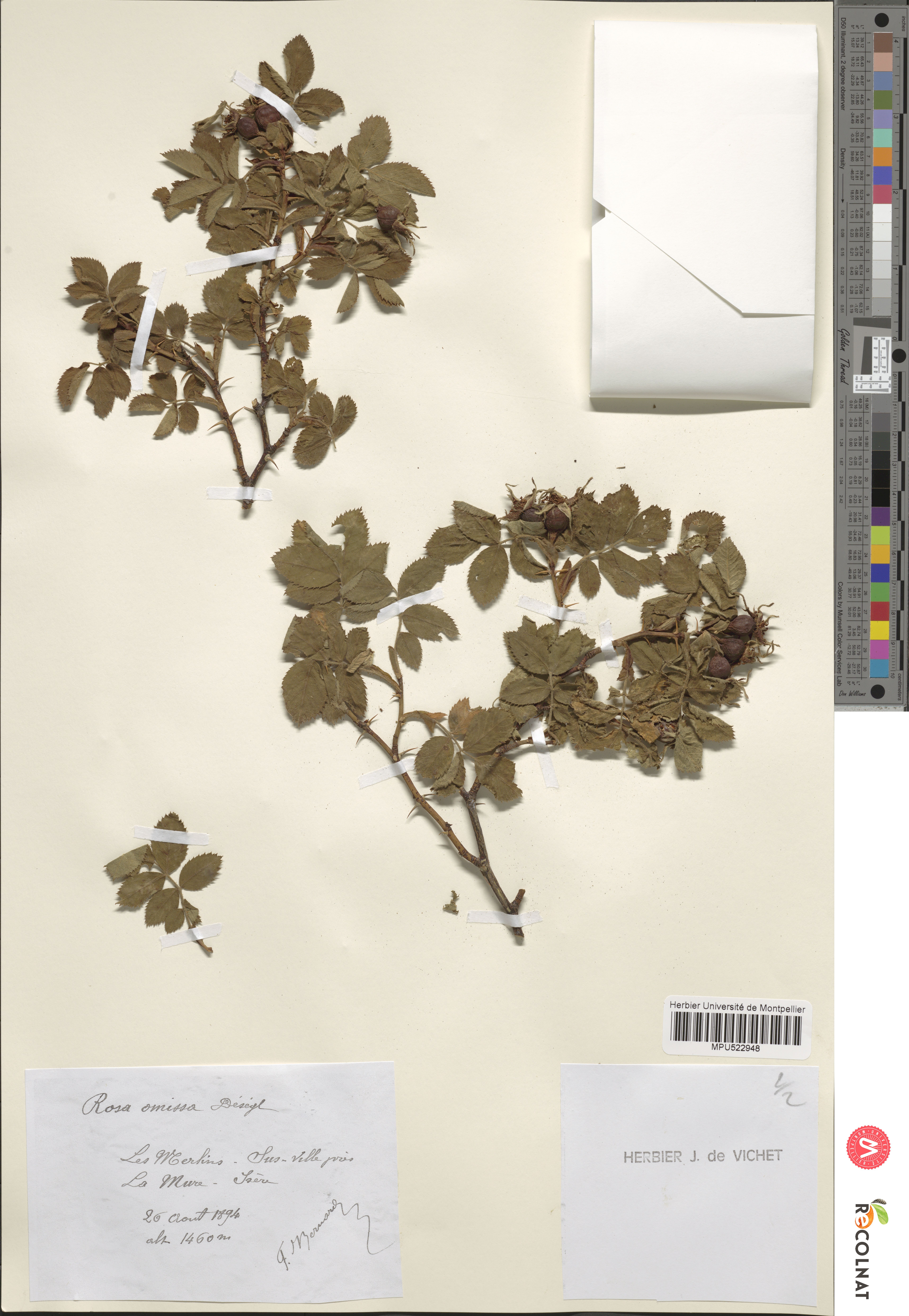
Herbariummateriaal